# Boutavent
Ne doit pas être confondu avec Ernemont-Boutavent, autre commune du département de l'Oise
Boutavent est une ancienne commune française située dans le département de l'Oise en région Hauts-de-France.
Elle a fusionné dans Formerie le 1er janvier 2019, dont elle est désormais une commune déléguée.
Localement, elle est parfois appelée Boutavent-la-Grange.

## Géographie
Boutavent se situe à l'extrémité ouest du département de l'Oise, limitrophe du département de la Seine-Maritime, à 15 km au sud d'Aumale et à  km à l'ouest de Grandvilliers, dans le plateau de la Picardie verte

### Voies de communication et transports
Le village est accessible : 
- Par la route : D 919 (ex-route nationale 319).
- Par le train : gare d'Abancourt TER Normandie (Ligne Amiens - Rouen) et TER Picardie (Ligne Amiens - Rouen (Ligne Épinay - Le Tréport).
- Par avion : à 35 km de l'aéroport de Paris Beauvais Tillé.

### Habitat
En 1999, 84,4 % des résidents de la commune étaient propriétaires de leurs logements (contre 60,4 % pour le département) et 12,5 % étaient locataires (contre 35,8 %).

### Climat
Le village est soumis à un climat océanique, doux et humide, avec prédominance des vents d'Ouest à Sud, comme l'ensemble du département.

#### Données générales
| Ville             | Ensoleillement · (h/an) | Pluie · (mm/an) | Neige · (j/an) | Orage · (j/an) | Brouillard · (j/an) |
| ----------------- | ----------------------- | --------------- | -------------- | -------------- | ------------------- |
| Médiane nationale | 1 852                   | 835             | 16             | 25             | 50                  |
| Formerie          | 1650                    | 657             | 17             | 18             | 54                  |
| Paris             | 1 717                   | 634             | 13             | 20             | 26                  |
| Nice              | 2 760                   | 791             | 1              | 28             | 2                   |
| Strasbourg        | 1 747                   | 636             | 26             | 28             | 69                  |
| Brest             | 1 555                   | 1 230           | 6              | 12             | 78                  |
| Bordeaux          | 2 070                   | 987             | 3              | 32             | 78                  |

#### Climat de la Picardie
| Mois                        | Jan  | Fév  | Mar   | Avr   | Mai   | Jui   | Jui   | Aoû   | Sep   | Oct   | Nov  | Déc  | Année  |
| Températures minimales (°C) | 1    | 1,1  | 2,7   | 4,4   | 7,6   | 10,3  | 12,2  | 12,2  | 10,4  | 7,7   | 3,9  | 1,8  | 6,3    |
| Températures maximales (°C) | 5,6  | 6,5  | 9,4   | 12,4  | 16,2  | 18,9  | 21,0  | 21,3  | 18,9  | 14,8  | 9,4  | 6,5  | 13,4   |
| Températures moyennes (°C)  | 3,3  | 3,8  | 6,0   | 8,4   | 11,9  | 14,6  | 16,6  | 16,7  | 14,7  | 11,3  | 6,7  | 4,2  | 9,8    |
| Ensoleillement (h)          | 52,6 | 81,3 | 114,0 | 165,6 | 199,0 | 209,7 | 215,4 | 207,8 | 151,5 | 113,7 | 74,4 | 47,5 | 1637,9 |
| Pluviométrie (mm)           | 59,2 | 48,3 | 55,0  | 48,1  | 53,6  | 61,8  | 57,4  | 57    | 68    | 71,8  | 81,2 | 70,2 | 731,5  |

## Toponymie
Le village était connu comme Botavent en 1201 et Boutavent en 1202.
Le nom composé de Boute et Avant, qui désignent un ouvrage de fortification avancée, en bois ou maçonnerie, qui en renforçait un autre.

## Histoire
On a découvert dans le territoire de Boutavent d'importants vestiges gallo-romains.
Le village a été attribué aux protestants après l'édit de Nantes.
Jusqu'en 1834, Boutavent était un hameau de Bouvresse.
En juillet 2018, les conseils municipaux de Formerie et de Boutavent décident la fusion de leurs communes, qui deviennent en 2019 la commune nouvelle de Formerie. 
La première conséquence de cette fusion est la scolarisation des enfants de Boutavent à Formerie, alors qu'ils étaient auparavant rattachés aux écoles de Blargies et Abancourt,,,. 
Cette fusion intervient le 1er janvier 2019,.

## Politique et administration

### Rattachements administratifs et électoraux
Boutavent se trouve depuis sa création en 1834 dans l'arrondissement de Beauvais du département de l'Oise. Pour l'élection des députés, elle fait partie depuis 2012 de la deuxième circonscription de l'Oise.
Elle faisait partie depuis sa création du canton de Formerie. Dans le cadre du redécoupage cantonal de 2014 en France, elle a été rattachée au canton de Grandvilliers jusqu'à la fusion de 2019.
Elle est désormais une commune déléguée de Formerie.

### Intercommunalité
Boutavent faisait partie de la communauté de communes de la Picardie Verte, jusqu'à la fusion de 2019.

### Liste des maires
| Période                                  | Période       | Identité         | Étiquette     | Qualité |
| ---------------------------------------- | ------------- | ---------------- | ------------- | ------- |
| Les données manquantes sont à compléter. |               |                  |               |         |
| avant 1962                               | décembre 2018 | Amédée Levasseur |               |         |
| Les données manquantes sont à compléter. |               |                  |               |         |
| 2001                                     | décembre 2018 | Joël Hucleux     | Divers droite |         |

### Liste des maires délégués
| Période      | Période                      | Identité     | Étiquette | Qualité                                              |
| ------------ | ---------------------------- | ------------ | --------- | ---------------------------------------------------- |
| janvier 2019 | En cours (au 9 janvier 2019) | Joël Hucleux | DVD       | Responsable retraité du magasin Guillemarre d’Aumale |

## Démographie
Évolution démographique
L'évolution du nombre d'habitants est connue à travers les recensements de la population effectués dans la commune depuis 1836. Pour les communes de moins de 10 000 habitants, une enquête de recensement portant sur toute la population est réalisée tous les cinq ans, les populations de référence des années intermédiaires étant quant à elles estimées par interpolation ou extrapolation. Pour la commune, le premier recensement exhaustif entrant dans le cadre du nouveau dispositif a été réalisé en 2006.

En 2016, la commune comptait 110 habitants, en évolution de +37,5 % par rapport à 2010 (Oise : +0,87 %, France hors Mayotte : +2,11 %).
| 1836 | 1841 | 1846 | 1851 | 1856 | 1861 | 1866 | 1872 | 1876 |
| ---- | ---- | ---- | ---- | ---- | ---- | ---- | ---- | ---- |
| 208  | 176  | 178  | 153  | 135  | 123  | 117  | 112  | 102  |

| 1881 | 1886 | 1891 | 1896 | 1901 | 1906 | 1911 | 1921 | 1926 |
| ---- | ---- | ---- | ---- | ---- | ---- | ---- | ---- | ---- |
| 88   | 99   | 96   | 108  | 85   | 91   | 90   | 106  | 121  |

| 1931 | 1936 | 1946 | 1954 | 1962 | 1968 | 1975 | 1982 | 1990 |
| ---- | ---- | ---- | ---- | ---- | ---- | ---- | ---- | ---- |
| 106  | 83   | 104  | 97   | 107  | 90   | 66   | 74   | 81   |

| 1999 | 2006 | 2011 | 2016 | - | - | - | - | - |
| ---- | ---- | ---- | ---- | - | - | - | - | - |
| 76   | 67   | 86   | 110  | - | - | - | - | - |

Pyramide des âges en 2007
La population de la commune était relativement âgée. Le taux de personnes d'un âge supérieur à 60 ans (37,3 %) était en effet supérieur au taux national (21,6 %) et au taux départemental (17,5 %).
À l'instar des répartitions nationale et départementale, la population féminine de la commune était supérieure à la population masculine. Le taux (52,2 %) était du même ordre de grandeur que le taux national (51,6 %).
La répartition de la population de la commune par tranches d'âge était, en 2007, la suivante :
- 47,8 % d’hommes (0 à 14 ans = 3,1 %, 15 à 29 ans = 18,8 %, 30 à 44 ans = 18,8 %, 45 à 59 ans = 28,1 %, plus de 60 ans = 31,3 %) ;
- 52,2 % de femmes (0 à 14 ans = 11,4 %, 15 à 29 ans = 20 %, 30 à 44 ans = 11,4 %, 45 à 59 ans = 14,3 %, plus de 60 ans = 42,9 %).

| Hommes | Classe d’âge | Femmes |
| ------ | ------------ | ------ |
| 0,0    | 90 ans ou +  | 0,0    |
| 6,3    | 75 à 89 ans  | 8,6    |
| 25,0   | 60 à 74 ans  | 34,3   |
| 28,1   | 45 à 59 ans  | 14,3   |
| 18,8   | 30 à 44 ans  | 11,4   |
| 18,8   | 15 à 29 ans  | 20,0   |
| 3,1    | 0 à 14 ans   | 11,4   |

| Hommes | Classe d’âge | Femmes |
| ------ | ------------ | ------ |
| 0,2    | 90 ans ou +  | 0,8    |
| 4,5    | 75 à 89 ans  | 7,1    |
| 11,0   | 60 à 74 ans  | 11,5   |
| 21,1   | 45 à 59 ans  | 20,7   |
| 22,0   | 30 à 44 ans  | 21,6   |
| 20,0   | 15 à 29 ans  | 18,5   |
| 21,3   | 0 à 14 ans   | 19,9   |

## Économie
La mise en place d'éoliennes est a été réalisée en juillet 2011.

## Culture locale et patrimoine

### Lieux et monuments
- Église Saint Vincent, située dans le cimetière dont les tombes sont ornées de magnifiques croix en fer forgé du XIXe siècle. L'édifice en brique est un petit édifice très simple et homogène, consacré en 1718 en constitué d'une nef terminée par une abside à trois pans[24].
- Moulin de Berlure, construit sur l'emplacement d'un château dont l'origine date du XIIe siècle et qui a été détruit à la Révolution[6]
- Chapelle au lieu-dit des Gosselins[6].